# Crepipatella orbiculata
Crepipatella orbiculata är en snäckart som först beskrevs av Dall 1919.  Crepipatella orbiculata ingår i släktet Crepipatella och familjen toffelsnäckor. Inga underarter finns listade i Catalogue of Life.